# Herzschraube

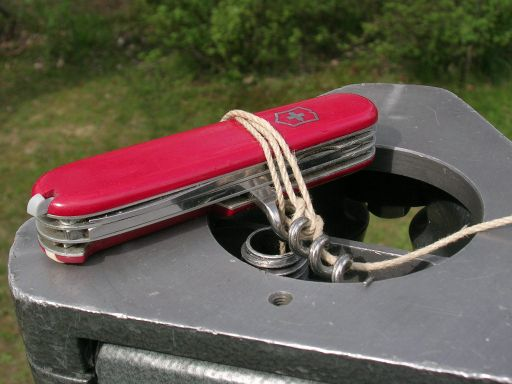
Die Herzschraube ist hohl, um ein optisches Lot verwenden zu können.

Als Herzschraube oder Stengelschraube wird im Vermessungswesen die kräftige Zentralschraube bezeichnet, mit der ein Theodolit oder ein Nivellierinstrument von unten her am Vermessungsstativ befestigt wird.
Um ein optisches Lot verwenden zu können, ist die Herzschraube meist hohl. Ein Drahtbügel zur zentrierten Aufhängung eines Schnurlotes ist zusätzlich vorhanden.
Die Zentrierung des Messgeräts über dem Vermessungspunkt erfolgt durch geringfügiges Verschieben des Instruments auf dem Stativteller, nachdem die Herzschraube etwas gelockert wurde. Anschließend wird sie fest angezogen.
Das Standardgewinde im Vermessungswesen ist ein zölliges 5/8 Whitworth-Gewinde (11 Gänge pro Zoll, was einer Steigung von 2,3 mm entspricht, Flankenwinkel 55°). Der Durchmesser liegt mit 15,6 mm nahe am metrischen Gewinde M16 × 2 (15,8 mm).
Einige militärische Vermessungsinstrumente haben aber tatsächlich M16 × 2, weshalb man solche Geräte oder Stative nur bedingt einsetzen kann (die Schraube klemmt nach einer Umdrehung).
Russische Vermessungsinstrumente verwenden davon abweichend das Gewinde M16 × 1,5.